# 堯約斯
12°27′34″S 75°54′26″W / 12.4594°S 75.9072°W
堯約斯（西班牙語：Yauyos），是秘魯的城鎮，位於該國中南部利馬大區，是堯約斯省的首府，處於安第斯山脈西坡的卡涅特河畔，海拔高度2,900米，該城鎮氣候乾燥，12月至3月下雨。